# Ставри Димитров
Ставри (Ставре) Димитров (Митрев) Кръстев е български революционер, крушевски войвода на Вътрешната македоно-одринска революционна организация.

## Биография
Ставри Димитров е роден в 1880 година в крушевското село Долно Дивяци, тогава в Османската империя. Присъединява се към редовете на ВМОРО в 1900 година и изпълнява куриерски задачи. Участва в Илинденско-Преображенското въстание в 1903 година като четник при Гюрчин Наумов и участва в отбраната на Крушево. В 1910 година след възстановяването на революционната организация е четник при Блаже Кръстев, а от 1911 година – самостоятелен войвода в Крушевско. Димитров участва в освобождаването на Крушево през Балканската война на 25 октомври 1912 година заедно с четите на Методи Стойчев и Иван Джонев. На 25 октомври българските чети влизат в Крушево и в града е установено временно българско управление. На 15 ноември в града влиза сръбска рота, а четите на Стойчев, Джонев и Димитров събират оръжието от турските села и въоръжават местното българско население. Четата на Димитров е в авангарда на сръбското настъпление към Битоля и участва в боевете при Обедник, Облаково, Снегово и Битоля.
През март 1914 година новите сръбски власти го арестуват и затварят в Битоля.